# Microgecko latifi
Pour les articles homonymes, voir Latifi.
Espèce
Synonymes
- Tropiocolotes latifi Leviton & Anderson, 1972

Statut de conservation UICN

 LC  : Préoccupation mineure
Microgecko latifi est une espèce de geckos de la famille des Gekkonidae.

## Répartition
Cette espèce est endémique de la province de Fars en Iran.

## Description
Ces geckos mesurent jusqu'à 70 mm de longueur totale.

## Étymologie
Cette espèce est nommée en l'honneur de Mahmoud Latifi (1930–2006).

## Publication originale
- Leviton & Anderson, 1972 : Description of a new species of Tropiocolotes (Reptilia: Gekkonidae) with a revised key to the genus. Occasional Papers of the California Academy of Sciences, no 96, p. 1-7 (texte intégral).